# Ranuwurung (Gading)
Ranuwurung is een bestuurslaag in het regentschap Probolinggo van de provincie Oost-Java, Indonesië. Ranuwurung telt 2421 inwoners (volkstelling 2010).